# رامون فيغا هيدالغو
رامون فيغا هيدالغو (بالإسبانية: Ramón Vega Hidalgo)‏ هو سياسي تشيلي، ولد في 1 فبراير 1934 في سانتياغو في تشيلي، وتوفي في 7 مايو 2014 بسبب قصور القلب.